# 800纳米制程
800纳米制程，又稱0.8微米製程，是半导体制造制程的一个水平，大约于1989年至1990年左右达成。 这一制程由当时领先的半导体公司如英特尔和IBM所完成。

## 0.8微米制程的产品
- 于1989年推出的Intel 80486CPU使用这个制程。
- 1992年推出的microSPARC I（英语：microSPARC I）
- 1993年推出的英特尔P5 Pentium处理器，具有60M赫兹和66M赫兹。